# Idrijca
Idrijca je rijeka u Sloveniji, lijevi pritok Soče, u zapadnom dijelu predalpskog gorja. 
Izvire na rubu Vojskarske visoravni (924 m). Duga je 48 km sa slijevom od 642 km². U Soču se ulijeva kod Mosta na Soči.
Idrijca je veoma bogata vodom (protok na ušću 33,6 m³/s), ali zbog vapnenjačkog sastava terena kojim protiče, osim krških izvora (Divje jezero, Podroteja) ima malo pritoka, s desne strane Bela, Zala, Cerknica i Bača, a s lijeve Nikova, Kanomlja i Trebuša. Nizvodno od Idrije je umjereno zagađena.

## Pritoci
- Senčni potok
- Nikova
- Kanomljica
- Otuška
- Sevnica
- Trebuščica
- Hotenja
- Črni potok
- Belca
- Zala
- Ljubevšca
- Zaspana grapa
- Skavnica
- Peklenska graba
- Grda grapa
- Luknjica
- Zaganjalčnica
- Cerknica
- Jesenica
- Bukovška grapa
- Žibernik
- Doberšček
- Bača

## Vanjske poveznice
|  | Zajednički poslužitelj ima još gradiva o temi Idrijca |